# Cândido Godói
Cândido Godói é um município brasileiro do estado do Rio Grande do Sul. A cidade é conhecida como a capital mundial dos gêmeos, pois são registrados pouco mais de 100 pares de gêmeos idênticos em toda a população, proporção considerada notável. O fato intrigante é que dada a incidência geral de gêmeos, que é de 1% da população, Cândido Godói sai do padrão com uma incidência de 10%, ou seja, a cada 10 nascimentos, 1 será de gêmeos.
A alta incidência de gêmeos, aliada ao fato da população ser de descendência alemã, dentro do padrão de beleza ariano, defendido pelos nazistas, levou o historiador argentino Jorge Camarasa, no livro "Mengele, o Anjo da Morte na América do Sul", a associar a alta taxa de nascimentos de gêmeos com supostas experiências conduzidas pelo médico alemão Josef Mengele, que teria passado por Cândido Godói em 1963.
Neste livro, o historiador argentino  diz que o médico alemão é o responsável pela alta incidência de gêmeos no pequeno município gaúcho – uma ocorrência a cada cinco partos. Na maioria dos casos, as crianças nascem loiras e de olhos azuis, modelo considerado ideal por Hitler.

## Taxa de geminação
A taxa de nascimentos de gêmeos em Cândido Godói é de 1 a cada 10 nascimentos, significativamente superior à taxa geral de 1,8% do estado do Rio Grande do Sul. Esta taxa é incomum, excedendo a taxa nacional de geminação mais alta observada (4,5 a 5% para o sudoeste da Nigéria). Quase metade (8 de 17) dos gêmeos da cidade examinados em um estudo eram gêmeos monozigóticos (idênticos), um pouco mais do que a média de 30%. Nascimentos de gêmeos na cidade foram observados desde o início do Século XX, quando os primeiros imigrantes incluíam dezessete pares de gêmeos, e foram observados por várias gerações na última parte do Século XX.
A população é em grande parte de ascendência polonesa ou alemã, com muitos ancestrais rastreando a região de Hunsrück da Alemanha, que tem uma taxa de geminação acima da média mundial. A taxa em Cândido Godói pode refletir o efeito fundador genético: traços genéticos raros que ocorrem por acaso entre um pequeno grupo que funde uma comunidade serão mais comuns entre seus descendentes do que na população em geral.

### Supostas explicações
O médico nazista Josef Mengele, que conduziu "estudos" com gêmeos na Alemanha e experimentos com gêmeos em Auschwitz, é conhecido por ter fugido para a América do Sul quando os Aliados estavam se aproximando do regime nazista alemão. O historiador argentino Jorge Camarasa sugeriu que Mengele realizou experimentos com mulheres da região, o que poderia ser responsável pela alta proporção de gêmeos. De acordo com alguns comentaristas, por volta da época da chegada de Mengele ao sul do Brasil em 1963, a incidência de gêmeos começou a aumentar, supostamente levando à taxa atual de gemelaridade de 1 em 10, mais da metade dos quais são dizigóticos (fraternos).
Tal especulação, no entanto, foi contestada Paulo Sauthier, um historiador local, que diz que Mengele não estudou gêmeos durante seu tempo no Brasil. Além disso, segundo os geneticistas, a explicação mais provável para a alta frequência de gêmeos é o isolamento genético e a endogamia. Os registros indicam que a alta frequência de gêmeos é anterior à chegada de Mengele à América do Sul.
Esse fenômeno de grande número de nascimentos de gêmeos não é exclusivo de Cândido Godói, e também foi observado na cidade de Igbo-Ora na Nigéria e na vila de Kodinhi na Índia.

## Idiomas
Além da língua portuguesa, o alemão Riograndenser Hunsrückisch é um dialeto minoritário que é falado ainda hoje e faz parte da história do município já desde a sua fundação. Este dialeto germânico, que é uma língua ágrafa na prática (pois utiliza-se a língua nacional para a escrita), é comumente falado por toda a região Noroeste do estado do Rio Grande do Sul; região esta que antigamente era conhecida por die Neikolonie (Neukolonie) em alemão pois seus pioneiros geralmente eram provenientes das colônias alemãs antigas, die Altkolonie, do leste do estado.

## Geografia
Localiza-se a uma latitude 27º57'07" sul e a uma longitude 54º45'07" oeste, estando a uma altitude de 321 metros.
Possui uma área de 247,21 km² e sua população estimada em 2019 é de 6.198 habitantes.